# Arnoldus Johannes Cornelius Kremer
Arnoldus Johannes Cornelius (Arnold) Kremer (Heeze, 28 februari 1828 – Apeldoorn, 1 april 1918) was een journalist, auteur, genealoog, historicus en redacteur, die bekend werd als hoofdredacteur van de Nieuwe Arnhemsche Courant en bracht daarnaast meerdere publicaties uit met betrekking tot novelle, politiek, geschiedkunde, natuurkunde, opstellen, gedichten, volksverhalen, archeologie en genealogie. Kremer was de zoon van predikant en oculist J.L.A Kremer

## Biografie
Kremer werd geboren in Heeze als tweede kind en de eerste zoon van de bekende dominee Johannes Leonardus Arnoldus Kremer, die beter bekend stond als de Ogendominee, en Aaltje Pliester. In de meeste gevallen wordt het jaar 1821 beschouwd als het geboortejaar van Kremer, hoewel dit volgens het Gelders Archief 1828 dient te zijn.
In 1849 trad Kremer in de voetsporen van zijn vader door een studie geneeskunde te volgen in Utrecht. Echter besloot Kremer deze studie niet af te maken en werd uiteindelijk boekhouder in een wolfabriek in Geldrop. In 1868 trad Kremer in het redacteurs vak en een jaar later werd hij alweer hoofdredacteur bij de Nieuwe Arnhemse Courant tot 1878, het jaar dat het blad werd opgeheven. In de 19e eeuw bracht Kremer verschillende publicaties uit en schreef hij meerdere stukken voor tijdschriften zoals bijvoorbeeld De Navorscher. In sommige gevallen schreef Kremer onder het pseudoniem Cornelius, dit was onder andere het geval bij zijn publicatie Hartsgeheimen (1853). Van 1895 tot april 1913 was Kremer nog adjunct-bibliothecaris van de Openbare Bibliotheek te Arnhem.